# George Friend
Pour les articles homonymes, voir Friend.
George Andrew Jordan Friend, né le 19 octobre 1987 à Barnstaple en Angleterre, est un ancien footballeur anglais qui évoluait au poste d'arrière gauche.

## Biographie
Le 14 mai 2010, le club des Wolverhampton Wanderers annonce que le contrat de George Friend ne sera pas renouvelé, ce qui oblige le joueur à rechercher un nouveau club. Un mois plus tard, il signe un contrat de deux ans pour les Doncaster Rovers.
Le 30 juillet 2012, Friend signe un contrat de trois ans en faveur de Middlesbrough.
Le 15 août 2020, il rejoint Birmingham City.
Au cours de sa carrière, George Friend dispute 25 matchs en Premier League, et plus de 300 matchs en deuxième division.
Le 4 juillet 2023, il rejoint Bristol Rovers.
En février 2024, il annonce sa retraite.

## Palmarès
- Vice-champion d'Angleterre de D2 en 2016 avec Middlesbrough.

### Distinctions personnelles
- Membre de l'équipe-type de D2 anglaise en 2015 et 2016.